# Миротворец
Миротворец (укр.  — „миротворац”) је украјинска веб локација са сједиштем у Кијеву која објављује списак, а понекад и личне податке, људи које аутори веб странице сматрају „непријатељима Украјине“, или, како се наводи на самом сајту, „чије акције имају знаке злочина против националне безбедности Украјине, мира, људске безбедности и међународног права“. Веб-сајт је у децембру 2014. године покренуо украјински политичар и активиста Георгиј Тука. Организације за људска права критиковале су објављивање личних података на сајту.
Сајт одражава рад НВО „Центар Миротворец“, коју води особа позната само под псеудонимом „Роман Зајцев“, бивши радник луганске Службе безбедности Украјине. У 2016, Дејли Бист је известио да је веб страницу водила владина служба за спровођење закона и Службе безбедности Украјине (СБУ). Њен оснивач, Геогиј Тука негирао је 2002. године да пројектом управља СБУ или да добија државна средства.
Сајт је промовисао Антон Херашченко, његов суоснивач и касније саветник Министарства унутрашњих послова Украјине. Идентитет особља је тајан, а тајни уреднички одбор прегледа информације, често прикупљене из свима доступних обавештајних података, као и информације које су појединци дали на поверљивој основи. 
Иако нема службени статус, веб-сајт се редовно провјерава на контролним пунктовима како би се интегрисали владини информациони системи. Према Тукиним речима, сајт је довео до хапшења 1.000 људи од покретања сајта, за који је тврдио да укључује многе сараднике и људе који раде за руску Федералну службу безбедности, а који иначе не би били ни у једној владиној бази података.
Слоган сајта и самог центра Миротворец је латинска изрека: Pro bono publico (за јавно добро).
Центар Миротворец је почео да развија пројекат у љето 2014, током рата у Донбасу након случајног сусрета Туке и „Романа Зајцева“. Пројекат је покренут у децембру 2014. године као део рада волонтерске групе познате под називом „ Народни Тил “. 
Сајт 7. маја 2016. је објавио личне податке 4.508 новинара и других чланова медија из цијелог свијета који су извјештавали о рату (или су добили акредитацију за рад) на територији Донбаса која није под контролом украјинске владе, па их сајт сматра „сараницима терористима”. Бројеви телефона, адресе електронске поште и државе и градова пребивалишта неких украјинских и страних новинара добијених из хаковане базе података Министарства државне безбједности Доњецке Народне Републике; новинари и помоћно особље дали су ове податке да их акредитује непризната Доњецка Народна Република. Као одговор, Служба безбједности Украјине издала је саопштење да није утврдила да је Миротворец прекршио украјински закон. Према речима Јулије Горбунове, вишег истраживача Хјуман рајтс воча, посљедице које ова листа има на слободу штампе су озбиљне, додајући да постојање списка доводи у опасност животе. Тадашњи предсједник Украјине Петро Порошенко назвао је цурење „великом грешком“.

## Активност
Вођа „Миротвореца” наводи да је циљ центра да пружи информације и савјете извршној власти, како би се коначно донео мир и хармонија у Украјини. У свом раду центар посебну пажњу посвећује изразима „ сепаратистичких и терористичких активности“ на територији Украјине. 
„Миротворец“ признају и судови Украјине приликом доношења одлука, наводи група за људска права „Успишна варта“. Према њима, подаци прикупљени на сајту користе се у судским одлукама у свим фазама - од почетка преткривичне истраге до осуде особе, а у бројним пресудама судије прихватају и информације из "Миротвореца" као материјални доказ. Коришћење сајта се не односи само на кривичне предмете, већ и на грађанске правне односе и радње утврђивања чињеница. Од 2019, подаци са сајта су коришћени у преко 100 случајева, наводи Успишна варта.
У октобру 2015. Херашченко је на Фејсбуку рекао да ће Миротворецу бити додат посебан одељак под називом „Путинови злочини у Сирији и на Блиском истоку“ посвећен пружању личних података руског војног особља укљученог у операцију у Сирији . Поступци Миротвореца изазвали су изузетно оштре реакције администрације руског предсједника и међу руским стручњацима за војна питања и специјалне операције. Како се наводи на сајту ИнформНапалм, важан елемент операције било је поређење серијског броја Су-24 из руске авио-базе „Шагол“ и истог типа авиона, обореног у Сирији. Неколико дана након почетка операције, руска ТВ је почела да скрива бројеве војних авиона базираних у Сирији за своје видео снимке. Након што је информација објављена, Истражни комитет Русије покренуо је кривични поступак против Херашченка због „јавног позивања на тероризам“.
У фебруару 2016. године припадници центра су учествовали у операцији мобилних група против илегалног транспорта робе кроз линију оружаног сукоба у рату у Донбасу . 
Центар Миротворец је више пута давао информације о учешћу страних држављана у оружаном сукобу, на страни проруских сепаратиста. Почетком марта 2016. године, због материјала које је центар објавио, органи за спровођење закона у Бугарској покренули су кривични поступак против Ђорђа Близнакова, бугарског држављанина. Слични материјали се разматрају и за друге бугарске држављане.
Након што је сајт објавио податке различитих новинара, Валерија Лутковска, украјинска правница и омбудсманка Украјине од априла 2012. године, захтевала је гашење и сајта и Центра. 
Комитет за заштиту новинара је 24. маја 2016. године написао отворено писмо тадашњем украјинском предсједнику Порошенку позивајући га да „осуди неосноване и штетне оптужбе објављене на Миротворецу и да јавно појасни да је украјинско Министарство унутрашњих послова посвећено заштити новинара и хапшењу људи. одговоран за претње, за разлику од претходних изјава министра унутрашњих послова Авакова“.
Амбасадори Г7 у Кијеву објавили су 2. јуна 2016. године заједничку изјаву у којој су изразили дубоку забринутост због откривања личних података новинара на веб страници Миротворец и позвали тим Миротвореца да повуче личне податке из јавног приступа. Украјинска национална полиција је против Миротвореца покренула кривични поступак, а Високи комесар Уједињених нација за људска права позвао је Украјину да истражи рад веб странице.
Након руске инвазије на Украјину 2022. године, сајт је покренуо иницијативу „SeaKrime“ за праћење житарица украдених из Украјине и препродавања првенствено преко луке Севастопољ. Ова иницијатива је успела да прати 200.000 тона украдене пшенице са територија које је окупирала Русија у периоду од марта до априла 2022. На основу података пројекта „SeaKrime“, истраге Франце Инфо-а и Ле Монда успјеле су да прате део украденог жита у Сирији након што је један брод враћен из Египта.

## Људи укључени на листу
Према речима шефа центра, број људи у досијеу је током времена растао:
- октобар 2014. — 4.500
- 16. децембар 2015. – 7.500
- јануар 2015. – 9.000
- 13. април 2015. – 30.000
- октобар 2015. – 45.000
- 21. март 2016. – 57.775
- 27. јануар 2017. — преко 102.000
- 23. август 2019. — 187.000[28]

Најпотпунија база података садржи становнике Крима . 
Миротворетс је често стављао људе на црну листу због питања везаних за Крим, што обично значи да не могу да пређу у Украјину због коришћења сајта у граничним пунктовима. Герхард Шредер је додат након што је рекао да је анексија Крима "реалност која се једног дана мора признати". Роџер Вотерс је додао када је рекао да Русија има више права на Крим него Украјина и за рат окривио "екстремне националисте" у Украјини. Силвио Берлускони, Рој Џонс млађи и бројне звезде руске поп музике су додани због посјета Криму, што Украјина назива илегалним преласком границе.
У априлу 2015. Миротворец је објавио кућне адресе украјинског писца Олеса Бузине и бившег посланика Врховне раде Олега Калашњикова, само неколико дана прије него што су убијени.
Дана 12. септембра 2017. Миротворец је додао Јулију Тимошенко (бившу премијерку Украјине и лидерку опозиционе странке Баткившчина) у своју базу података за „незаконити прелазак државне границе Украјине, напад унутар групе особа на граничне стражаре који испуњавају своје дужности заштите државне границе Украјине, учешће у припремама за илегални прелазак границе Украјине од стране лица без украјинског држављанства. Име сиријског предсједника Башара ел Асада је 15. априла 2018. додато на веб страницу.
У септембру 2018. Миротворец је на Фејсбуку написао да њихова база података укључује становнике Закарпатске области који су илегално узели мађарско држављанство . После две недеље рада у Закарпатској области, база података је садржала више од 300 имена украјинских званичника и локалних одборника из области који су имали мађарске пасоше. Дана 11. октобра 2018, мађарски министар спољних послова Петер Сијарто је рекао: „Лаж је да украјинска држава нема никакве везе са веб-страницом на којој се наводе осумњичени двојни украјинско-мађарски држављани“, и тврдио да је предсједник Петро Порошенко „дао сагласност да кампања мржње у покушају да повећа своју популарност“.
У новембру 2018. Миротворец је на своју листу додао Герхарда Шредера, бившег канцелара Немачке и предсједника надзорног одбора руске компаније Росњефт, јер су га творци сајта оптужили за „антиукрајинску пропаганду“ и покушај да оправда „руску агресију на Украјину“. Портпаролка њемачког савезног министарства спољних послова протестовала је због овога и затражила од украјинске владе да избрише веб страницу.
На сајту је објављен списак руских радника укључених у изградњу Керчког моста . Мост је руски пројекат за повезивање полуострва Крим са Русијом.
Након почетка руске инвазије на Украјину 2022. године, Миротворец је на своју листу „Непријатеља Украјине“ додао имена Виктора Орбана (премијера Мађарске) и Зорана Милановића (предсједника Хрватске). Обојица су изразили проруске ставове након почетка инвазије.Миротворец је 27. маја 2022. додао бившег америчког државног секретара Хенрија Кисинџера након што је Кисинџер, говорећи на Свјетском економском форуму у Давосу, сугерисао да потпуно антагонизовање Русије пријети стабилности у Европи. Сајт је оптужио Кисинџера да шири „руско-фашистичку пропаганду” и да се понаша као „саучесник у злочинима руских власти над Украјином и њеним грађанима”. Миротворецт је 2022. године на своју листу додао и Олексија Арестовича, савјетника шефа Канцеларије предсједника Украјине .